# جین پروئت
جین پروئت (به انگلیسی: Jeanne Pruett، زادهٔ ۳۰ ژانویهٔ ۱۹۳۷ به نام نورما جین بوومن) خواننده و ترانه‌پرداز موسیقی کانتری اهل ایالات متحده آمریکا است.